# Írország himnusza
Az Amhrán na bhFiann az Ír Köztársaság nemzeti himnusza. A dal szövegét Peadar Kearney írta, zenéjét Kearney és Patrick Heeney szerezte 1907-ben. Elsőként 1912-ben az Irish Freedom nevű lapban publikálták, de nem volt széles körben ismert addig, amíg 1916-ban a Tavaszi Ébredés alatt, majd később több köztársaságiakat fogva tartó internálótáborban népszerű nem lett. A dal 1926-ban lett hivatalosan is nemzeti himnusz. Az ír nyelvű változatot később írta Liam O'Rinn.

## Az ír nyelvű szöveg
Sinne Fianna Fáil,

Atá Fá gheall ag Éirinn,

Buidhean dár sluagh tar rúinn do ráinig chughainn:

Fámhoídh bheírh saor,

Sean-tír ár sinnsear feasta

Ní fágfar fá'n tíorán ná fa'n tráil;

Anocht a theigeamh sa bhearna baoghail,

Le gean ar Gaedhí chun báis nó saoghail,

Le gunna sgréach: Fá lamhach na piléar.

Seo Libh canaidh amhrán na bhFiann.
Seo dhibh a cháirde duan oglaidh

Caithréimeach, bríoghmhar, ceolmhar.

Ár dteinte cnámh go buacach táid,

`S an spéir go min réaltógach.

Is fionmhar faobhrach sinn chun gleo

'S go tiúnmhar glé roimh tigheacht do'n ló,

Fa ciúnas chaoimh na h-oidhche ar seol,

Seo libh, canaídh amhrán na bhFiann.
Cois banta réidhe, ar árdaibh sléibhe.

Ba bhuadhach ár rinnsear romhainn,

Ag lámhach go tréan fá'n sár- bhrat séin

Tá thuas sa ghaoith go seolta;

Ba dhúthchas riamh d'ár gcine cháidh

Gan iompáil riar ó imirt áir,

'Siubhal mar iad i gcoinnibh rámhaid

Seo libh, canaidh amhrán na bhFiann.
A buidhean nach fann d'fuil Ghaoidheal is Gall

Sinn breacadh lae na saoirse,

Tá sgéimhle 's sgannradh í gcroidhthibh namhad,

Roimh ranngaibh laochra ár dtíre;

Ár dteinte is tréith gan spréach anois,

Sin luinne ghlé san spéir anoir,

'S an bíodhbha i raon na bpiléar agaibh:

Seo libh, canaidh amhrán na bhFiann.

## Az angol nyelvű szöveg
A Soldier's Song
Soldiers are we,

whose lives are pledged to Ireland

Some have come from a land beyond the wave,

Some to be free,

no more our ancient sireland

Shall shelter the despot or the slave;

tonight we man the Bearna Baoghal

In Erin's cause.

come woe or weal;

'Mid cannon's roar and rifle's peal

We'll chant a soldier's song.
We'll sing a song, a soldier's song

With cheering, rousing chorus

As round our blazing fires we thong,

The starry heavens o'er us;

Impatient for the coming fight,

And as we wait the mornings light

here in the silence of the night

We'll sing a soldier's song
In valley green or towering crag

Our fathers fought before us,

And conquered 'neath the same old flag

That's floating o'er us,

We're children of a fighting race

That never yet has known disgrace,

And as we march the foe to face,

We'll sing a soldier's song
Sons of the Gael! Men of the Pale!

The Long watched day is breaking;

The serried ranks of Innisfail

Shall set the tyrant quaking.

Our camp fires now are burning low;

See in the east a silvery glow,

Out yonder waits the saxon foe,

So sing a soldier's song.

## Az első versszak magyar fordítása
A katonák dala
Katonák vagyunk mi, 

Kik Írországra tettük éltünk, 

Mely a hullámok 

Közül emelkedett fel, 

Esküszünk, szabad lesz 

A mi ősi hazánk soha többé 

Nem lesz szolgája a zsarnoknak; 

Ma éjjel mi a Bearna Baoghal 

Jólétet, vagy pusztulást hozunk 

Ágyúk és puskák döreje között 

A katonák dalát énekeljük. 